# Phra Nakhon

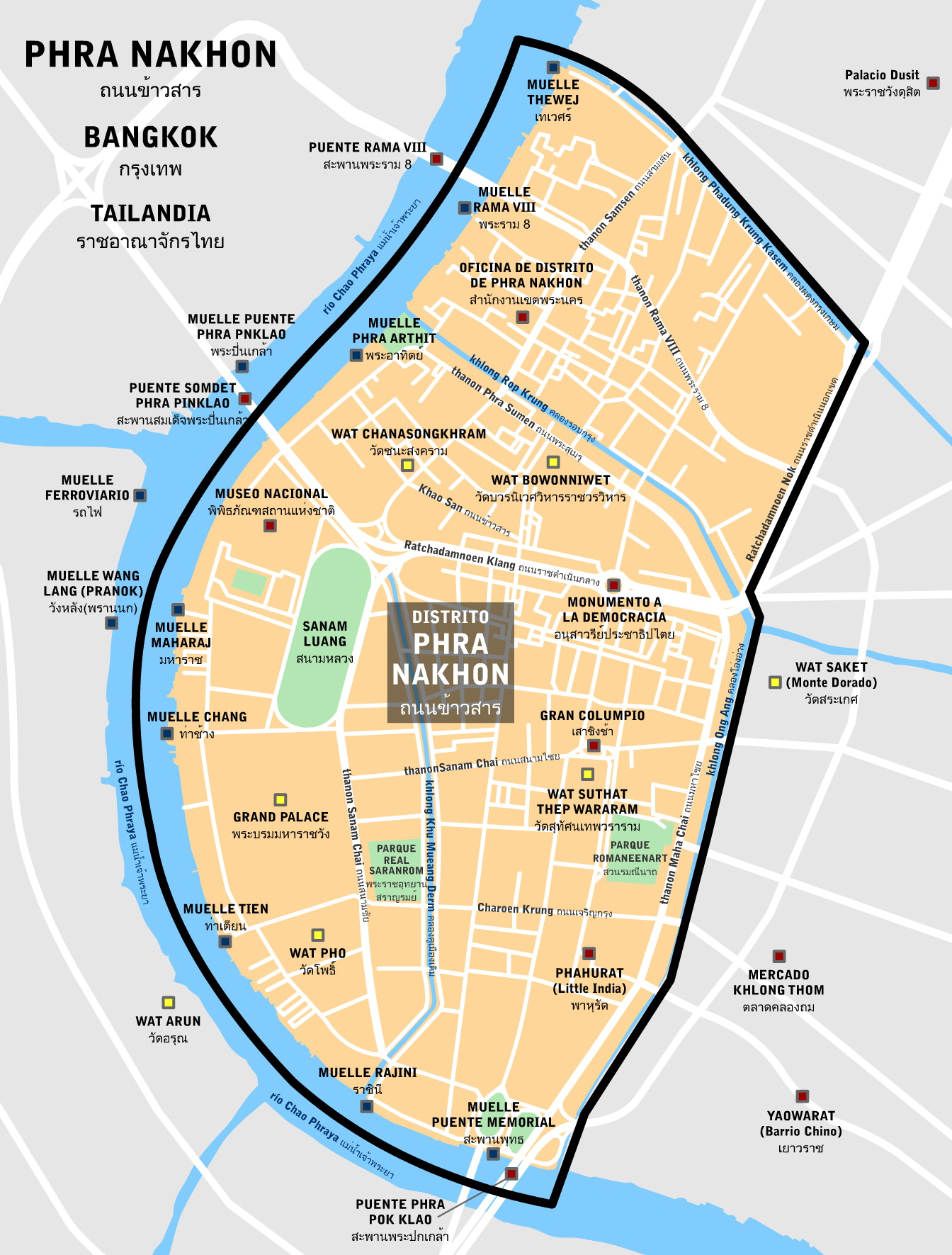
Mapa do distrito.

Phra Nakhon (em tailandês : พระนคร) é um dos 
50 distritos (khet เขต) de Bangkok, Tailândia. É o distrito central de Bangkok, incluindo a Ilha Rattanakosin. Phra Nakhon era também o nome da província de Bangkok, até que se fundiu em 1972 com Thonburi para formar a presente metrópole de Bangkok. 